# Pemba (giz)
Pemba é um giz de formato cônico-arredondada feito de calcário que pode ter diferentes cores, usado ritualisticamente em religiões afro-brasileiras como o Candomblé, a Umbanda, a Quimbanda e a Quiumbanda.
Sua principal função nos rituais é para a escrita do ponto riscado, sendo uma grafia sagrada podendo ter diferentes formas geométricas e traços, que representa determinado falange de espíritos ou guia. No Candomblé, os pontos são referidos aos diferentes orixás que são cultuados. Seu pó tem uso para rituais de limpeza energética e proteção.